# Heinrich Lohl

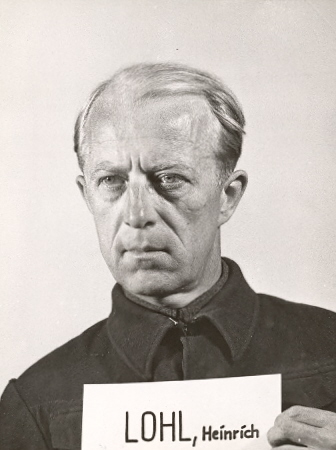
Heinrich Lohl als Zeuge bei den Nürnberger Prozessen

Heinrich Christian Lohl (* 5. August 1901 in Oldenburg; † 15. August 1973 in Wilhelmshaven) war ein deutscher SS-Funktionär. Lohl war von 1938 bis 1945 Leiter des Amtes III der Volksdeutschen Mittelstelle.

## Leben und Wirken
Lohl wuchs in Wilhelmshaven auf, wo sein Vater ein Hotel führte. Von 1907 bis 1922 besuchte er die dortige Oberrealschule, die er mit dem Abitur abschloss. Anschließend machte er bis 1924 eine kaufmännische Lehre in dem Exporthaus Robert Hintze in Hamburg. Ab 1924 studierte er Volkswirtschaft und Rechtswissenschaften in Tübingen, Hamburg, Innsbruck und Kiel. Er brach seine Studien 1929 ohne Abschluss ab.
Im November 1929 erhielt Lohl eine Stellung bei der Oldenburgischen Spar- und Leihbank in Wilhelmshaven. 1935 wechselte er zur Sparkasse in Wilhelmshaven.
Zum 15. Juli 1937 wurde Lohl, der zum 1. August 1932 der NSDAP beitrat (Mitgliedsnummer 1.261.440), auf Vermittlung seines Freundes Hermann Behrends als Verwaltungsführer zur Volksdeutschen Mittelstelle einberufen. Dort führte er das Amt III (Finanzen, Wirtschafts- und Vermögensverwaltung). In dieser Eigenschaft verwaltete er den Sach- und Personaletat der Dienststelle (Bürokosten, Reisekosten, Gehälter für Mitarbeiter etc.) und die Vermittlung von Zuschüssen an die deutschen Volksgruppen im Ausland. 1938 trat Lohl infolge seiner Stellung als Mitarbeiter der Vomi in die SS (SS-Nummer 309.071) ein, in der er zuletzt den Rang eines SS-Obersturmbannführers innehatte. In der Waffen-SS erhielt er den Rang eines Schützen bzw. als Funktionär („Fachführer“) später den eines Obersturmbannführers F.
Zum Ende des Zweiten Weltkriegs geriet Lohl in amerikanische Gefangenschaft. In der Folgezeit wurde er im Rahmen der Nürnberger Prozesse als Zeuge vernommen.